# Tratado das Nove Potências

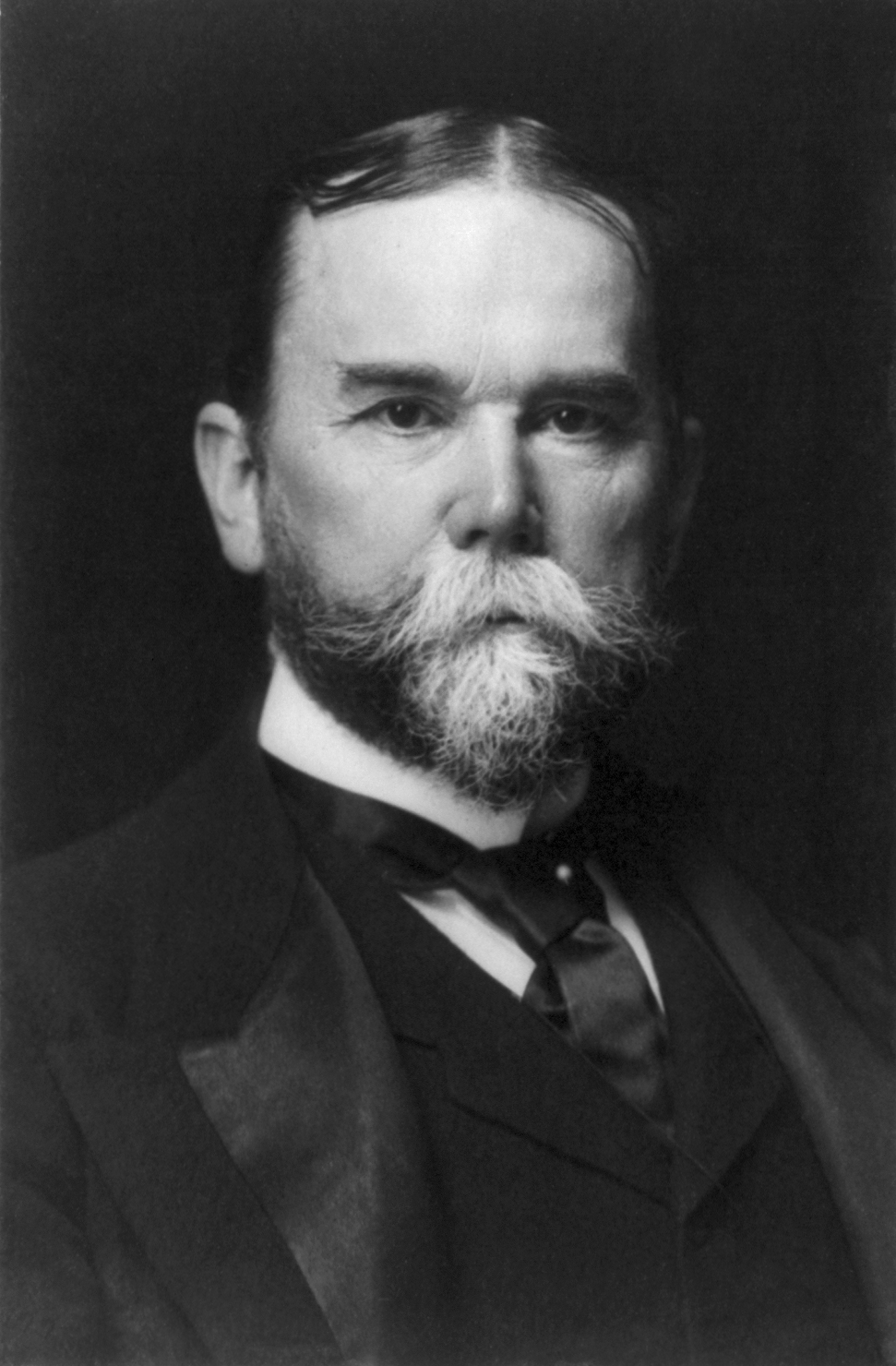
O Secretário de Estado dos Estados Unidos John Hay, impulsor da política de portas abertas na China.

O Tratado das Nove Potências (em japonês:九 カ国 条約, Kyūkakoku Jōyaku) ou Acordo das Nove Potências (em chinês: 九 国 公约) foi um tratado afirmando a soberania e a integridade territorial da China, de acordo com a Política de portas abertas, assinada por todos os participantes da Conferência Naval de Washington em 6 de fevereiro de 1922.
O secretário de Estado dos Estados Unidos, John Hay tinha emitido a sua "notas sobre as portas abertas", de Setembro a Novembro de 1899, seguido por uma circular diplomática em julho de 1900, pedindo que todas as grandes potências mundiais com interesses na China declarassem formalmente que iriam manter uma política de "portas abertas" para permitir que todas as nações, a igualdade de direitos e igualdade de acesso aos Tratados Portos dentro de suas esferas de influência na China. Temendo que as potências européias e o Japão estivessem se preparando para repartir a China em colônias, Hay também acrescentou disposições que a integridade territorial e administrativa chinesa deveria ser mantida.
Embora nenhum país especificamente respaldou a proposta de Hay, este anunciou que cada uma das potências tinham autorizado de princípio, e que os tratados feitos a partir de 1900 faziam referência à política de portas abertas. No entanto, a concorrência entre as diversas potências para concessões especiais dentro da China (pelos direitos de estrada de ferro, os direitos de mineração, os empréstimos, os portos ao comércio estrangeiro, etc) continuaram inabaláveis.
Os Estados Unidos estavam particularmente desconfiados dos planos japoneses na China após a Guerra Russo-Japonesa (1904-1905) e das Vinte e Uma Exigências (1915) e repetidamente assinaram acordos com o governo japonês se comprometendo a manter uma política de igualdade na Manchúria e na China. Estes acordos culminaram com o Acordo Lansing-Ishii em 1917, que logo foi mostrado ser completamente ineficaz.
Durante a Conferência Naval de Washington de 1921-1922, o governo dos Estados Unidos voltou a levantar a Política de Portas Abertas como uma questão internacional, e apelou a todos os participantes (Estados Unidos, Japão, China, França, Grã-Bretanha, Itália, Bélgica, Holanda, e Portugal), que assinassem um novo tratado que visa tornar a Política de Portas Abertas parte da lei da política internacional.
No entanto, o Tratado das Nove Potências carecia de qualquer regulamentação executiva e, quando foi violado pelo Japão durante a invasão da Manchúria em 1931 e na criação de Manchukuo, os Estados Unidos não puderam fazer muito mais do que protestar e impor sanções econômicas.
Assim, a Segunda Guerra Mundial efetivamente anulou o Tratado das Nove Potências.
O Tratado das Nove Potências foi um dos vários tratados celebrados na Conferência Naval de Washington. Outros acordos importantes incluíram o Tratado das Quatro Potências e o Tratado das Cinco Potências.